# تيكومة بيكية
تيكومة بيكية (الاسم العلمي:Tecoma beckii) هي نوع من النباتات يتبع جنس التيكومة من الفصيلة البنيونية. سمي هذا النوع نسبة إلى عالم النبات النمساوي غونتر بيك.